# Batalha de Bangui (2021)
Batalha de Bangui ocorreu em 13 de janeiro de 2021 quando cerca de 200 rebeldes da Coalizão de Patriotas pela Mudança atacaram Bangui, a capital da República Centro-Africana, em uma tentativa fracassada de derrubar o governo.

## Antecedentes
Em dezembro de 2020, os principais grupos rebeldes na República Centro-Africana criaram a Coalizão dos Patriotas para a Mudança. Esta organização era liderada pelo ex-presidente François Bozizé e tentou impedir a realização das eleições gerais. 
De acordo com testemunhos de membros de grupos armados, François Bozize esteve diretamente envolvido na preparação e coordenação do ataque a Bangui. Karim Meckassoua, ex-presidente da Assembleia Nacional, também esteve envolvido nos preparativos em coordenação com Bozize, Noureddine Adam, Ali Darassa e vários generais do Movimento Patriótico para a República Centro-Africana (MPC). Segundo testemunhos, ele esperava que, caso o golpe de Estado tivesse êxito, seria o chefe do governo de transição. No entanto, Bozize estava convencido de que Meckassoua estava tentando traí-lo, o que levou à recusa dos combatentes anti-balaka baseados em Bangui de se juntarem ao ataque. Os golpistas deveriam criar o caos em Bangui, o que permitiria que outros combatentes entrassem na capital. Meckassoua, entretanto, negou todas as acusações.

## Batalha
Por volta das 5h45, cerca de dez rebeldes armados com lança-foguetes e rifles Kalashnikov foram vistos nos bairros PK 11, Damala, PK 12 e Pindao, em Bangui. Cerca de 200 rebeldes  atacaram quartéis militares a 9 km e 12 km da capital. Também atacaram o bairro de Bimbo. Moradores relataram tiroteios em diferentes partes da cidade. As ruas estavam repletas de cartuchos de munição.  O ataque foi repelido e a partir das 8h a situação na cidade estava calma. Um soldado ruandês foi morto e outro ficou ferido. De acordo com o primeiro-ministro Firmin Ngrébada, trinta rebeldes foram mortos e cinco foram capturados.
Um dos rebeldes capturados foi mostrado ao vivo na televisão. O ministro do Interior, Henri Wanzet Linguissara, afirmou que ele era cidadão chadiano. O governo do Chade negou a acusação.